# 9589 Deridder
9589 Deridder (1990 WU5) là một tiểu hành tinh vành đai chính được phát hiện ngày 21 tháng 11 năm 1990 bởi E. W. Elst ở Đài thiên văn Nam Âu.